# 丹大山
丹大山，為台灣中央山脈知名高山，海拔3,325公尺，設有森林三角點主武(17)，台灣百岳排名第49，位於南投縣信義鄉雙龍村與花蓮縣萬榮鄉明利村、卓溪鄉崙山村之間。丹大山位於中央山脈南段主脊走向由往南轉向西的轉折點，地處偏遠，與屏風山、劍山等山峰並列九嶂。日治時只粗略測量過高度，1911年測繪的《蕃地地形圖》〈郡大社〉標註丹大山11124日尺（約合3371公尺），戰後還是眾說紛紜，各版的《聯勤版》及1999年以前的《經建版》地形圖均未標示丹大山的標高，3,325公尺是1992年由內政部認定。丹大山北鄰大石公山、小石公山，西鄰內嶺爾山、義西請馬至山，為南三段丹大東郡橫斷6座百岳之一。
現今日本明治神宮的第二鳥居（大鳥居）即取材自1971年丹大山上樹齡1500年的扁柏，目前為日本最大的木造鳥居。